# 拉氏钝角锯谷盗
拉氏钝角锯谷盗（学名：Silvanopsis raffrayi）是锯谷盗科的一种小型甲虫，分布于中国广东地区，以及新加坡和菲律宾。種小名取自模式標本採集者——19世紀昆蟲學家阿希爾·拉佛雷之姓。

## 形态
拉氏钝角锯谷盗体长约为3.0至3.2毫米，身体扁平，呈深棕色。身体表面覆盖有密集的短刚毛。头部前窄，明显窄于前胸，在复眼后呈缢缩状；头背面具有粗糙不规则的刻点，额唇基侧缘具明显的脊，后颊短，侧角尖。触角11节，末两节形成触角棒，自第3节起逐渐向后变粗，柄节膨大，梗节稍膨大，第3节长于前后两节，第10节明显膨大，末节缩小。上唇短，横宽，前缘具刚毛；上颚顶端具双齿；下颚须4节；下唇须3节。
前胸背板近矩形，侧缘前侧角具1对明显向侧面凸出的齿突，前后侧角之间具4个圆钝的齿突。背面具细密刻点，覆盖较密的金黄色短刚毛。前胸背腹缝愈合，具凹痕。前足基节窝卵圆形，向外封闭，前足基节部分隐藏，基转片不可见。小盾片横宽，五边形。
鞘翅背面粗糙，具成列刻点及金色短刚毛。鞘翅缘折在腹面宽，延伸至末端。中胸腹板前端光滑，后端具刻点。中足基节窝较小，卵圆形，向侧面开放至中胸后侧片；中足基节卵圆形，基转片不可见。后胸腹板大，表面具刻点，在中基节窝后凹陷，中央纵缝向前延伸至近前端，后侧方在后足基节前具1对横缝。
腹部具5节可自由活动的可见腹板，向后逐渐变窄，末节近三角形；第1可见腹板在后足基节间间突前近三角形，前端窄。雌性具细长生殖刺。雌性产卵器长，末端生殖刺突圆柱形。